# شهرک صنعتی شماره ۳ اراک (خیر آباد)
شهرک صنعتی شماره ۳ اراک که به‌دلیل نزدیکی به روستای خیرآباد، به شهرک صنعتی خیرآباد شهرت یافته؛ بزرگترین شهرک صنعتی شهرستان اراک است که در کنار راه‌آهن سراسری و آزادراه اراک-تهران قرار گرفته‌است. فاصله این شهرک تا اراک ۳۰ کیلومتر، تا شهر تهران ۲۳۰ کیلومتر، تا گمرک اراک ۴۰ کیلومتر و تا فرودگاه اراک ۳۴ کیلومتر است.
این شهرک مشتمل بر سه فاز است که در آن بیش از ۴۵۰ واحد صنعتی از جمله ذوب‌آهن امیرکبیر اراک فعالیت می‌کنند، همچنین طرح توسعه این شهرک درحال انجام است و قرار است طرح توسعه شرکت آلومینیوم ایران (ایرالکو) نیز در این شهرک ساخته‌شود.